# Rima Hassan
Rima Hassan o Rima Hassan Mobarak (campo de Neyrab, Siria, 28 de abril de 1992) es una refugiada palestina naturalizada francesa en 2010. Fundó el Observatorio de Campos de Refugiados y el colectivo Acción Palestina Francia.

## Biografía
Rima Hassan es la última de seis hijos de un soldado palestino, obligado a exiliarse en Siria durante la creación de Israel en 1948, y de una profesora de Alepo. Creció en el campamento de Neyrab. Su madre obtuvo un visado para Francia y se instaló en Niort; sus hijos se reunieron con ella siete años después. Rima Hassan quedó al cuidado de una de sus tías. Ella y su hermana estudiaron Derecho mientras trabajaban por las tardes y fueron contratadas en la Audiencia Nacional de Asilo. En 2010 obtuvo la ciudadanía francesa.
Cuando estalló la guerra en Siria en 2011, Rima Hassan intentó averiguar qué estaba pasando en Neyrab. En 2019, fundó la ONG Observatorio de campos de refugiados. Se convirtió en asesora del grupo L'Oréal sobre los retos de la integración laboral de los refugiados.
Está interesada en la comparación jurídica entre Sudáfrica e Israel en una tesis de maestría en derecho internacional. En el otoño de 2023, cuando estalló la guerra de Gaza, condenó los «Crímenes de guerra de Hamás», «La impunidad de Israel», y el «genocidio» de los palestinos. Fue la fundadora del colectivo Acción Palestina Francia en Telegram. El 19 de abril de 2024, Rima Hassan recibió una citación policial, por comentarios realizados en redes sociales entre noviembre y diciembre de 2023.

## Reconocimientos
En agosto de 2023, Forbes la nombró una de las 40 mujeres excepcionales que marcaron el año y que hicieron brillar a Francia a nivel internacional.